# ウォンチュー!!!
「ウォンチュー!!!」は2020年7月22日に発売された郷ひろみ105作目のシングル。

## 解説
アートワークがピンクのテイストに溢れる1年振りの新曲。初回生産限定盤は「ウォンチュー!!!」ミュージックビデオ、メイキング映像を収録したDVD付属。更に豪華ブックレット仕様、直筆サイン＆ナンバリング入りポスタープレゼント応募抽選券封入。ジャケット写真の異なる通常盤CDも同日発売。

## チャート成績
本作はオリコンチャートで最高位7位を記録。郷の楽曲でのベストテン入りは、2000年発売、松田聖子とのコラボレーション「True Love Story/さよならのKISSを忘れない」以来、20年振りの達成。郷単体の楽曲でも同じく2000年発売「なかったコトにして」以来となる。

## 収録曲
1. ウォンチュー!!!（3分31秒）
  - 作詞：KOMU／作曲・編曲：加藤裕介
2. dreamer 1.2.3.（3分53秒）
  - 作詞：浜崎大地・松添昭市朗／作曲・編曲：浜崎大地
3. ウォンチュー!!!～Instrumental
4. dreamer 1.2.3.～Instrumental